# 幸崎駅
幸崎駅（こうざきえき）は、大分県大分市大字本神崎にある、九州旅客鉄道（JR九州）日豊本線の駅である。事務管コードは▲920533。
普通列車の約4割ほどが当駅で大分方面に折り返し、早朝及び夜間に一部の特急列車が停車する。かつては佐賀関鉄道が接続していた。
駅の所在地は「神崎」と表記するが、佐賀県神埼市にある神埼駅（かんざきえき）と区別するためや、読み違いを防ぐために、地名の表記と異なる駅名が採用された。なお、佐賀関町の大分市編入に際して、旧大分市西部の別府市境付近に「神崎」（かんざき）という漢字表記が同一の地名があるため、地名が「神崎」から「本神崎」（ほんこうざき）に変更されている。

## 歴史

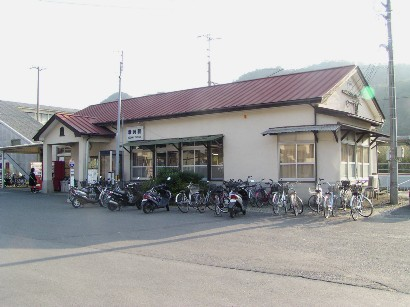
旧駅舎（2005年10月）

- 1914年（大正3年）4月1日：鉄道院の駅として、大分 - 当駅間開通時に開業[3]。当時は終着駅[8]。
- 1915年（大正4年）8月15日：当駅 - 臼杵駅間開通。
- 1933年（昭和8年）3月28日：省営自動車（後の国鉄バス）佐賀関線（幸崎駅 - 佐賀関間）運行開始[9][注釈 1]。同路線は九州最古のもの。
- 1946年（昭和21年）3月11日：日本鉱業佐賀関鉄道開業（接続駅は日鉱幸崎駅）。
- 1949年（昭和24年）6月7日：昭和天皇の戦後巡幸があり、富高駅発 - 幸崎駅着、幸崎駅発 - 別府駅着のお召し列車が運行[11]。
- 1963年（昭和38年）5月15日：佐賀関鉄道全線廃止[3]。
- 1972年（昭和47年）2月25日：専用線発着を除く貨物の取扱を廃止[8]。
- 1985年（昭和60年）3月14日：荷物の取扱を廃止[8]。
- 1987年（昭和62年）4月1日：国鉄分割民営化に伴い、九州旅客鉄道（JR九州）・日本貨物鉄道（JR貨物）の駅となる[8]。
- 1996年（平成8年）3月16日：貨物列車の設定が廃止[8]。
佐賀関鉄道の廃線後も日鉱金属佐賀関製錬所（現・パンパシフィック・カッパー(PPC)佐賀関製錬所）での銅製錬にて生じた濃硫酸をタンク車に積み込むための施設および専用線があった。濃硫酸は主に、新南陽駅経由で山陰本線の江津駅や益田駅まで輸送されていた。
- 1998年（平成10年）7月9日：若者のグループが車両の上によじ登って5人が感電、負傷する[12]。
- 2008年（平成20年）12月22日：旧駅舎を解体し、仮駅舎で営業。
- 2009年（平成21年）3月20日：新駅舎が開業し、新築記念式典が行われた[1]。
  - 同年にJR貨物の駅が廃止され、貨物の取扱が正式に終了[注釈 2]。
- 2012年（平成24年）12月1日：ICカード「SUGOCA」の利用が可能となる[13]。
- 2015年（平成27年）3月14日：ダイヤ改正により当駅終着の最終列車が臼杵駅まで延長される。
- 2016年（平成28年）3月26日：無人駅化[4][5]
- 2018年（平成30年）3月17日：駅遠隔案内システム「ANSWER」を導入[14]。

## 駅構造

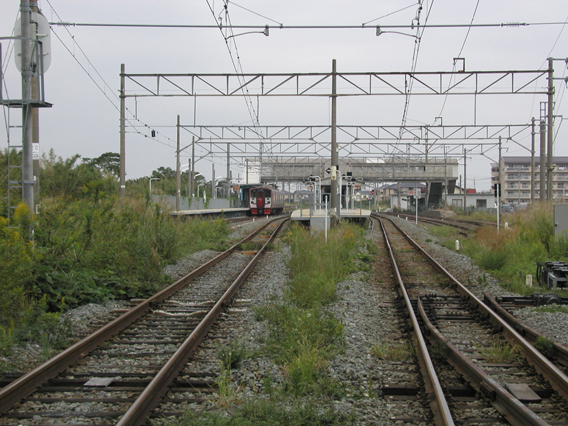
南側踏切より構内を見る（2005年10月）

単式ホーム1面1線と島式ホーム1面2線の合計2面3線のホームを有する地上駅である。ホームは高速化工事事業の際に6両編成までの対応に変更されたため、多客期の特急列車では前後端の車両がホームに掛からない事がある。また1面1線の単式ホームは駅本屋とは反対側にあり、全てのホーム間連絡は跨線橋を利用する。
JR九州鉄道営業が駅業務を受託する業務委託駅であったが、2016年3月に無人駅化された。ICカードSUGOCAは当駅が大分エリアの南端となっており、大分方面への出入場とチャージのみ対応。

### のりば
| のりば | 路線      | 方向 | 行先           | 備考           |
| ------ | --------- | ---- | -------------- | -------------- |
| 1・2   | ■日豊本線 | 下り | 佐伯・延岡方面 |                |
| 1・2   | ■日豊本線 | 上り | 大分・別府方面 |                |
| 3      | ■日豊本線 | 上り | 大分・別府方面 | 当駅折返しのみ |

付記事項
- 1・2番のりばが島式、3番のりばが単式である。
- 1番のりばが一線スルーとなっているため、行違いのない限りは上下線とも1番のりばを使用する。
- 通過列車を待ち合わせる場合には、上下線とも2番のりばを使用する。
- 停車列車同士の行違いの場合は、下りが1番のりば、上りが2番のりばを使用する。
- 3番のりばは大分方面からの折り返しや、夜間滞泊による留置に使われる。

## 利用状況
- 2020年度の1日平均乗車人員は260人（前年度比-46人）である[16]。

| 乗車人員推移 | 乗車人員推移 |
| 年度         | 1日平均人数  |
| ------------ | ------------ |
| 2000         | 407          |
| 2001         | 453          |
| 2002         | 477          |
| 2003         | 471          |
| 2004         | 483          |
| 2005         | 489          |
| 2006         | 463          |
| 2007         | 438          |
| 2008         | 419          |
| 2009         | 425          |
| 2010         | 401          |
| 2011         | 389          |
| 2012         | 369          |
| 2013         | 351          |
| 2014         | 328          |
| 2015         | 348          |
| 2016         | 338          |
| 2017         | 327          |
| 2018         | 310          |
| 2019         | 306          |
| 2020         | 260          |
| 2021         |              |
| 2022         | 246未満      |

## 駅周辺
駅前から国道197号旧道にかけての丘陵上には民家や商店、小中学校があり、海岸には漁港や海水浴場がある。駅裏を流れる小川に沿った低地に田畑が続く。半農半漁ののどかな景色が今も残るが、1990年代以降、公営住宅建設や住宅団地の造成が行われ、徐々に様相が変貌しつつある。
2005年、大分市と合併するまで当駅が旧佐賀関町の中心駅で、佐賀関鉄道廃止後は旧佐賀関町唯一の鉄道駅であった。ただし、当駅は1955年の旧佐賀関町成立前、神崎村（こうざきむら）と呼ばれていた地域に所在し、佐賀関港がある旧町中心部の佐賀関地区とは約9 km離れているため、駅周辺や沿線からはその様子をうかがうことはできない。
- 幸崎郵便局
- 築山古墳[18] - 大分県下で有数の規模の前方後円墳（県下最大規模の亀塚古墳は隣の坂ノ市駅が最寄）。当駅から徒歩15分[19]。
- 国道197号
- こうざき海水浴場 - 当駅から徒歩15分[20]。

## バス路線
駅舎の前に「幸崎駅」停留所があり、大分バスの路線が乗り入れる。なお、旧佐賀関町中心部への公共交通はバスのみで、所要時間は約20分となっている。
幸崎駅
- 大分バス
  - 大分-佐賀関線
    - 大分駅前
    - 佐賀関

備考
- かつては国鉄バス坂ノ市・佐賀関線があり、早朝便は佐賀関駅の先にある製錬所まで延長運行していた。JRに移管後も暫くの間運行されたが、2003年（平成15年）4月1日に全線廃止され、同日より大分バス（大分-佐賀関線）の乗り入れが開始された。

## 隣の駅
九州旅客鉄道（JR九州）
■日豊本線
- 特急「ソニック」「にちりん」一部停車駅

坂ノ市駅 - 幸崎駅 - 佐志生駅